# Resolución 59 del Consejo de Seguridad de las Naciones Unidas
Resolución 59 del Consejo de Seguridad de las Naciones Unidas, adoptada el 19 de octubre de 1948, relativa a la preocupación por el hecho de que el Gobierno Provisional de Israel todavía no hubiera presentado un informe al Consejo sobre el progreso de la investigación de los asesinatos del Mediador de las Naciones Unidas, el Conde Folke Bernadotte, y del Observador, el Coronel Andre Serot, el Consejo pidió al Gobierno israelí que presentara una relación de los progresos realizados en la investigación e indicara en ella las medidas adoptadas con respecto a la negligencia de los funcionarios u otros factores que afectaran al delito.
La Resolución recordó a los gobiernos y autoridades competentes su obligación de cumplir los objetivos y responsabilidades establecidos en la Resolución 54 del Consejo de Seguridad de las Naciones Unidas y en la Resolución 56 del Consejo de Seguridad de las Naciones Unidas. El Consejo encargó a los gobiernos y autoridades que permitieran a los observadores acreditados de las Naciones Unidas acceder fácilmente a todos los lugares a los que sus funciones pudieran exigirles ir, que simplificaran los procedimientos en las aeronaves de las Naciones Unidas que estuvieran en vigor en ese momento, que cooperaran plenamente con el personal de supervisión de la tregua, que aplicaran las instrucciones dadas a los comandantes sobre el terreno en todos los acuerdos concertados por conducto de las oficinas del Mediador y que adoptaran medidas razonables para garantizar la seguridad de todo el personal de supervisión de la tregua y su equipo.
El Presidente del Consejo anunció que la resolución había sido aprobada sin ninguna objeción.